# Виктория-де-Дуранго
Дура́нго (исп. Durango), официально Викто́рия-де-Дура́нго (исп. Victoria de Durango), также известен как Сьюда́д-де-Дура́нго (исп. Ciudad de Durango) — столица и крупнейший город штата Дуранго в Мексике. Входит в состав муниципалитета Дуранго и является его административным центром. Численность населения, по данным переписи 2010 года, составила 518 709 человек.
Город обслуживает международный аэропорт имени генерала Гуадалупе Виктория.

## История
Город был основан 8 июля 1563 года Франсиско де Ибаррой. Он был заложен в широкой долине, где находилась небольшая испанская деревня Номбре-де-Диос. В XVI веке первыми завоевателями, которые проходили здешние места, были Кристобаль де Оньяте, Хосе де Ангуло и Гинес Васкес дель Меркадо (последний был привлечён иллюзией больших залежей серебра). В 1652 году дон Франсиско де Ибарра, сын одного из знаменитых основателей Сакатекаса, исследовал область и основал городок Вилья-де-Гуадиана около старого поселения Номбре-де-Диос, который вскоре стал известным как Нуэва-Вискайя в память об испанской области, откуда приехала его семья.
Вследствие необустроенности территории, а также для предотвращения сокращения населения, Ибарра купил шахту, которую передал местному населению с единственным условием — основать здесь новый город. Как в колониальной истории многих городов, в дополнение к дону Ибарре в основании Дуранго приняли участие многие исторические фигуры, такие как писарь дон Себастьян Кирос, который произвёл первый отчёт корреспонденции, лейтенант Мартин Рентерия, который нёс знамя конкисты, капитан Алонсо Пачеко, Мартин Лопес де Ибарра, Бартоломе де Арреола и Мартин де Гамон.
В 1620 году была основана епархия Дуранго. Как следствие, король Испании Филипп IV в следующем году пожаловал статус города и герб. В 1634 году пожар уничтожил церковь Успения Пресвятой Богородицы, где находилась резиденция епархии. На следующий год собор начали восстанавливать. В течение XVII века город переживал трудный период и почти был заброшен, а также страдал от нападений индейцев. Однако из-за своего стратегического положения город пользовался поддержкой вице-королевского правительства. С обнаружением в XVIII веке месторождений драгоценных минералов город получил новый импульс в развитии.
В 1826 году город стал столицей штата Дуранго и получил название Виктория-де-Дуранго.